# Полист (притока Волхова)
Полист (рус. Полисть) река је на северозападу европског дела Руске Федерације. Протиче преко територија Новгородске области и лева је притока реке Волхов, те део басена реке Неве и Балтичког мора.
Свој ток започиње у мочварном подручју на око 5 km југозападно од засеока Мјасној Бор на подручју Новгородског рејона. Улива се у Волхов код села Волхов Мост на подручју Чудовског рејона. Укупна дужина водотока је 49 km, док је површина сливног подручја 372 km².
Најважнија притока је река Глушица чија дужина је 28 km.